# Progressief Uitgeest
Progressief Uitgeest of P.U. is een Uitgeester lokale politieke partij. De P.U. staat voor een sociale en groene dorpspolitiek.
Progressief Uitgeest werd op 22 april 1982 opgericht. De partij is sinds de oprichting onafgebroken vertegenwoordigd geweest in de gemeenteraad van Uitgeest en de partij heeft aan vele colleges deelgenomen.
Sinds maart 2018 heeft de P.U. zes zetels in de gemeenteraad van Uitgeest, waar Jan Schouten de nieuwe fractievoorzitter is.